# Коробовка (Черкасская область)
Коробо́вка (укр. Коробі́вка) — село в Золотоношском районе Черкасской области Украины.

## История
В июле 1995 года Кабинет министров Украины утвердил решение о приватизации находившейся здесь птицефабрики.

## Население
Население по переписи 2001 года составляло 1155 человек.

### Языковой состав
Родной язык населения по данным переписи 2001 года:
| Язык       | Численность, чел. | Доля     |
| ---------- | ----------------- | -------- |
| Украинский | 1 087             | 94,11 %  |
| Русский    | 67                | 5,80 %   |
| Другое     | 1                 | 0,09 %   |
| Итого      | 1 155             | 100,00 % |

## Местный совет
19772, Черкасская обл., Золотоношский р-н, с. Коробовка